# Торговое оборудование
Торго́вое обору́дование — оборудование, предназначенное для предприятий торговли и используемое для выкладки, хранения и продажи товаров.
Торговое оборудование обычно разделяют на выставочное оборудование и оборудование для автоматизации торговли.
Выставочное оборудование представляет собой специализированную мебель или оборудование для магазинов, торговых отделов, и является основным инструментом мерчендайзинга и дизайна интерьера торговых помещений.
Витрина, холодильное оборудование для продуктов, прилавок, стеллаж и экономпанели с навесными элементами — типичный пример выставочного оборудования.
Оборудование для автоматизации торговли включает в себя кассовые аппараты, весовое оборудование, оборудование для штрих-кодирования, антикражные системы и т. п.
К отдельному виду торгового оборудования можно отнести торговые модули (островки) — обособленные отделы, мини-магазины, расположенные, как правило, в торговых центрах.

## Выставочное оборудование
Выставочное оборудование — обширное понятие, включающее в себя специальные виды мебели, элементы интерьера и экстерьера зданий. К нему в равной степени можно отнести музейную мебель, манекены, стеллажи, прилавки и витрины для магазинов. В контексте торговых помещений выставочное оборудование используется не только как средство для размещения товаров, но и как агитационный элемент интерьера, который привлекает потенциальных покупателей. Элементы внутренней отделки помещения, не являющиеся мебелью, тоже могут применяться в роли выставочного оборудования, например полки, выступающие из стены, экономпанели или подвесные элементы.

## Системы для изготовления торгового оборудования
Для изготовления торгового оборудования разработаны специализированные комплектные системы. Подобные системы включают в себя полный набор средств для оформления торговых площадей. Начиная от компонентов для формирования перегородок, облицовки существующих стен и фурнитуры для крепления деталей и полок торгового оборудования, до функционально узконаправленных элементов, таких как кронштейны для обуви или держатели для головных уборов. В составе систем для торгового оборудования нередко встречается много мебельной фурнитуры, либо её аналогов.
По типу организации пространства и способа размещения товаров системы делятся на:
- системы на базе вертикальных направляющих;
- точечные системы;
- системы на основе решеток;
- системы на основе экономпанелей;
- линейные системы;
- системы на основе алюминиевых профилей;
- системы на основе анодированных алюминиевых труб (как правило — хромированных)

### Торговая мебель
Торговая мебель — специфический вид мебели; входит в понятие торговое оборудование.
Торговую мебель обычно подразделяют по конструкции, которая зависит от функционального назначения и формирует внешний вид изделий.
- Отдельно стоящее оборудование — витрины, прилавки, стеллажи, различные виды стоек.
- Навесная (настенная) мебель, экономпанели, щиты;
- Островное оборудование, гондолы[источник не указан 2213 дней];
- Торговые островки (модули) — фактически небольшие павильоны для реализации продукции;
- Стойки рецепции («стойка администратора», «ресепшн») — данный вид торговой мебели обычно выделяют, хотя его можно отнести к категории отдельно стоящего оборудования.

Среди отдельно стоящего оборудования можно выделить несколько основных видов:
- Витрина — частично или полностью остекленный шкаф, высотой от 1,5 до 2,5 м. Средняя высота витрин — 2,1—2,2 м. Каркас витрин выполняется в основном из ламинированного ДСП, МДФ или алюминиевого профиля.
- Стеллаж — открытый шкаф, состоящий из каркаса и заполнения в виде полок.
- Прилавок — невысокая тумба (средняя высота 900 мм), предназначенная для выкладки товара, либо для организации рабочего места персонала магазина. Верхняя часть тумбы (200—300 мм) обычно остекленная. Если верхняя часть прилавка глухая, то он его часто называют «рабочим прилавком».
- Кассовый бокс — платформа для установки кассового оборудования, совмещенная с накопителем для покупок и в некоторых случаях транспортером.
- «золотая полка» в магазинах, расположенная на уровне глаз и рук покупателя, где представлены наиболее ходовые/дорогостоящие предметы[1]